# Subitisation
 (juin 2022).
La mise en forme du texte ne suit pas les recommandations de Wikipédia : il faut le « wikifier ».
Les points d'amélioration suivants sont les cas les plus fréquents. Le détail des points à revoir est peut-être précisé sur la page de discussion.
- Les titres sont pré-formatés par le logiciel. Ils ne sont ni en capitales, ni en gras.
- Le texte ne doit pas être écrit en capitales (les noms de famille non plus), ni en gras, ni en italique, ni en « petit »…
- Le gras n'est utilisé que pour surligner le titre de l'article dans l'introduction, une seule fois.
- L'italique est rarement utilisé : mots en langue étrangère, titres d'œuvres, noms de bateaux, etc.
- Les citations ne sont pas en italique mais en corps de texte normal. Elles sont entourées par des guillemets français : « et ».
- Les listes à puces sont à éviter, des paragraphes rédigés étant largement préférés. Les tableaux sont à réserver à la présentation de données structurées (résultats, etc.).
- Les appels de note de bas de page (petits chiffres en exposant, introduits par l'outil «  Source ») sont à placer entre la fin de phrase et le point final[comme ça].
- Les liens internes (vers d'autres articles de Wikipédia) sont à choisir avec parcimonie. Créez des liens vers des articles approfondissant le sujet. Les termes génériques sans rapport avec le sujet sont à éviter, ainsi que les répétitions de liens vers un même terme.
- Les liens externes sont à placer uniquement dans une section « Liens externes », à la fin de l'article. Ces liens sont à choisir avec parcimonie suivant les règles définies. Si un lien sert de source à l'article, son insertion dans le texte est à faire par les notes de bas de page.
- La présentation des références doit suivre les conventions bibliographiques. Il est recommandé d'utiliser les modèles {{Ouvrage}}, {{Chapitre}}, {{Article}}, {{Lien web}} et/ou {{Bibliographie}}. Le mode d'édition visuel peut mettre en forme automatiquement les références.
- Insérer une infobox (cadre d'informations à droite) n'est pas obligatoire pour parachever la mise en page.

Pour une aide détaillée, merci de consulter Aide:Wikification.
Si vous pensez que ces points ont été résolus, vous pouvez retirer ce bandeau et améliorer la mise en forme d'un autre article.
 (juin 2022).
La subitisation est le jugement rapide, précis et confiant de quantités effectué pour un petit nombre d'éléments. Le terme a été inventé en 1949 par E.L. Kaufman et al.. Il est dérivé de l'adjectif latin « subitus » (qui signifie "soudain"). Il traduit le sentiment de savoir immédiatement combien d'éléments se trouvent dans la scène visuelle, lorsque le nombre d'éléments présents se situe dans la plage de subitisation. Les ensembles de plus de quatre éléments environ ne peuvent pas être subitisés, à moins que les éléments n'apparaissent dans un schéma que la personne connaît (comme les six points sur une face d'un dé). Les grands ensembles familiers pourraient être comptés un par un (ou la personne pourrait calculer le nombre par un calcul rapide si elle peut mentalement regrouper les éléments en quelques petits ensembles). Une personne peut également estimer le nombre d'un grand ensemble - une compétence similaire, mais différente, de la subitisation.
La précision, la rapidité et la confiance avec lesquelles les observateurs jugent du nombre d'éléments dépendent essentiellement du nombre d'éléments à énumérer. Les jugements effectués pour des affichages composés d'environ un à quatre éléments sont rapides, précis et confiants. Cependant, dès qu'il y a plus de quatre éléments à compter, les jugements sont faits avec une précision et une confiance décroissantes. En outre, les temps de réponse augmentent de façon spectaculaire, avec 250 à 350 ms supplémentaires pour chaque élément additionnel de l'affichage au-delà de quatre environ.
Alors que l'augmentation du temps de réponse pour chaque élément supplémentaire dans un affichage est de 250-350 ms par élément en dehors de la plage de subitisation, il y a encore une augmentation significative, bien que plus petite, de 40-100 ms par élément dans la plage de subitisation. On observe un schéma similaire des temps de réaction chez les jeunes enfants, mais avec des pentes plus fortes à la fois pour la plage de subitisation et pour la plage d'énumération. Cela suggère qu'il n'y a pas d'étendue d'appréhension en tant que telle, si celle-ci est définie comme le nombre d'éléments qui peuvent être immédiatement appréhendés par des processus cognitifs, puisqu'il y a un coût supplémentaire associé à chaque élément supplémentaire énuméré. Cependant, les différences relatives des coûts associés à l'énumération d'éléments dans la plage de subitisation sont faibles, qu'elles soient mesurées en termes de précision, de confiance ou de vitesse de réponse. De plus, les valeurs de toutes les mesures semblent différer de façon marquée à l'intérieur et à l'extérieur de la plage de subitisation. Ainsi, bien qu'il n'y ait pas d'étendue d'appréhension, il semble y avoir de réelles différences dans la façon dont un petit nombre d'éléments est traité par le système visuel (c'est-à-dire environ quatre éléments ou moins), par rapport à un plus grand nombre d'éléments (c'est-à-dire environ plus de quatre éléments).
Une étude de 2006 a démontré que la subitisation et le comptage ne se limitent pas à la perception visuelle, mais s'étendent également à la perception tactile, lorsque les observateurs doivent donner le nombre de bouts de doigts stimulés. Une étude de 2008 a également démontré l'existence de la subitisation et du comptage dans la perception auditive. Même si l'existence de la subitisation dans la perception tactile a été remise en question, cet effet a été reproduit à de nombreuses reprises et peut donc être considéré comme robuste,,. L'effet de subitisation a également été obtenu dans la perception tactile avec des adultes aveugles congénitaux. Ensemble, ces résultats soutiennent l'idée que la subitisation est un mécanisme perceptif général s'étendant au traitement auditif et tactile.